# Économie contributive
L'économie contributive, désigne la création de valeur dédiée au bien commun par oppositions à l'économie productive qui est dédiée à la satisfaction des besoins primaires des individus.  
Les créations de valeur produites dans ces deux espaces ont un comportement opposé : celles de l'espace productif se dévaluent avec le temps ou après usage (exemple : des carottes), tandis que celles de l'espace contributif se bonifient avec le temps ou lorsqu'elles sont partagées (exemple l'information). Ces deux formes d'économies sont complémentaires et doivent être mises en synergie permanente. 
L'économie actuelle est centrée sur l'économie productive. Cette forme d'économie est à son apogée (et même au delà). Le numérique devient nécessaire pour produire et consommer plus efficacement. Le temps libéré par les robots va devoir être réorienté vers l'économie contributive car la compétitivité des nations va se jouer en partie sur cette aptitude (attitrer les talents et enraciner les savoirs). Il faut donc créer les instruments de récompense qui favorisent cette stratégie.  
La notion d'économie contributive a été proposée pour la première fois en 2010 par Geneviève Bouché dans le think tanks "les nains de jardin" de Michel Giran, puis  en 2011 à la  commission  développement durable  du  CSOEC  réuni  autour  de  Muttiah  Yogananthan.  
Le terme est jugé compliqué, mais le concept est néanmoins évoqué par Geneviève Bouché dans un talk TEDx en 2012. Les travaux de R&D se poursuivent notamment à La Fabrique du Futur d'Eric Seullier.  
Bernard Stiegler a popularisé ce terme, mais en désignant l'économie de la contribution. 
L'économie de la contribution est un modèle de création de valeur basé sur la contribution volontaire. C'est un modèle à la fois micro-économique, méso-économique et macro-économique qui a pour finalité première la lutte contre l'entropie par la valorisation des savoirs et la solvabilisation des échanges à l'ère de la troisième vague d'automatisation. Elle s'inspire en partie du régime des intermittents du spectacle et valorise principalement la déprolétarisation. 
Elle se caractérise par la non-dissociation entre producteur et consommateur : dans le cadre d'une économie contributive, l'usager du service est potentiellement à la fois consommateur et producteur du service. Par exemple, Wikipédia et ses projets frères ou sœurs reposent tous sur le modèle de l'économie contributive : les rédacteurs des articles et autres contributeurs sont aussi des utilisateurs de l'encyclopédie, de Wikiversité, Wikilivres, Wikimedia Commons, etc.  
C'est le cas aussi des logiciels libres, où un certain nombre d'usagers apportent leur contribution en améliorant le logiciel qu'ils utilisent.
Ce modèle vise à se concrétiser durant dix années d'expérimentation sur le Territoire Apprenant Contributif de Plaine commune et dans le programme Territoire d’innovations intégratives et soutenables. Pour une urbanité numérique du droit à la ville, où l'urbanité est appréhendée avant tout comme un dispositif de soin. 
L'économie contributive est un concept développé en particulier par Bernard Stiegler et l'association Ars Industrialis. 

## Caractères du modèle contributif
L'association Ars Industrialis définit l'économie contributive par trois caractéristiques principales.
1. Producteurs et consommateurs sont assimilés en tant que contributeurs.
2. La valeur produite par les contributeurs n'est pas intégralement monétarisable.
3. La production crée à la fois du savoir-faire et du savoir-vivre, et dépasse ainsi la simple subsistance.

L’économie contributive repose sur la mise en place d'un revenu contributif conditionnel, permettant aux individus de développer leurs capabilités (au sens d'Amartya Sen), dans lesquelles la collectivité investit ainsi a priori, et à condition que les bénéficiaires de ce revenu puissent valoriser les capacités qu'ils auront pu ainsi développer au cours de périodes d'emplois intermittents. 

## Expériences de modèles contributifs
Un écosystème de plusieurs organisations qui ont expérimenté et appliquent aujourd'hui des modèles contributifs a émergé à partir des années 2010 sur la métropole européenne de Lille à partir des recherches menées par l'association ANIS. Cet écosystème comprend aujourd'hui plusieurs structures comme une Coopérative d'Activité et d'Emploi (Optéos), les associations ANIS et La Compagnie des Tiers-Lieux, le dispositif d'encapacitation par la coopération KPA-Cité. Ces expériences sont documentés sur Movilab.org : Les modèles contributifs